# استن وود (واشینگتن)
استن وود (به انگلیسی: Stanwood) شهری در شهرستان اسنوهومیش ایالت واشینگتن است که در سرشماری سال ۲۰۱۰ میلادی، ۶۲۳۱ نفر جمعیت داشته است.

## نگارخانه

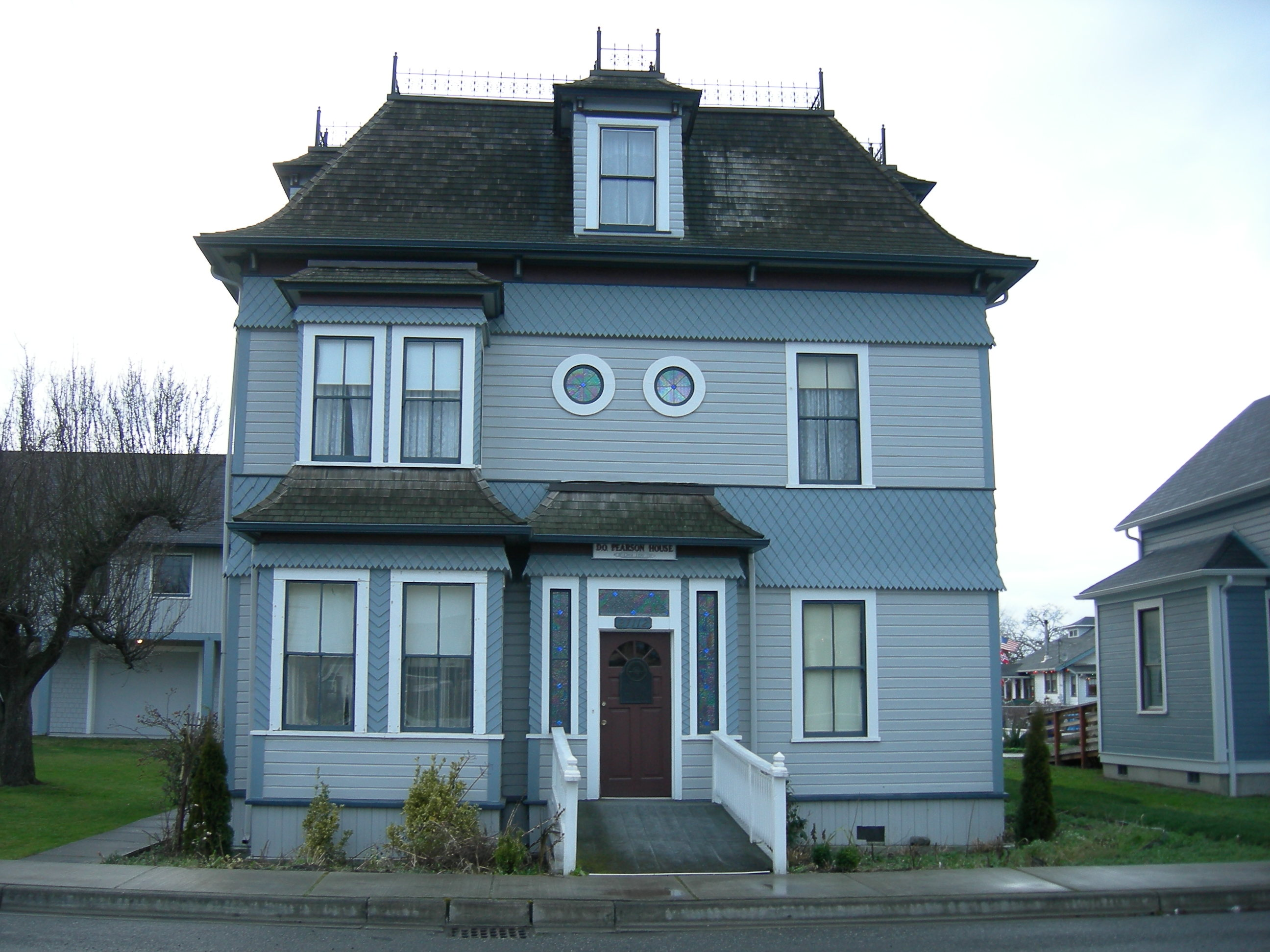
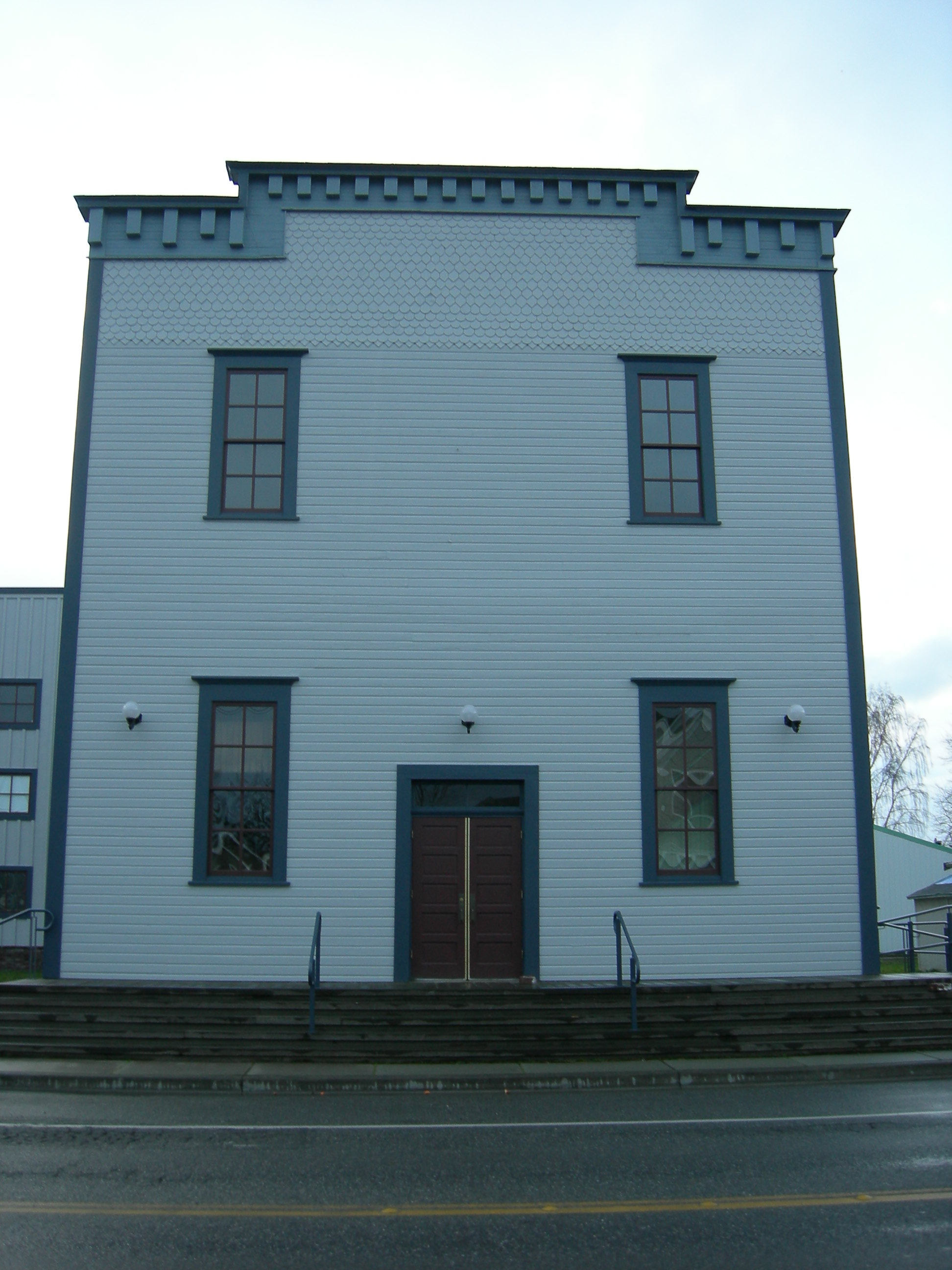